# پلی‌چس
پلی‌چس یک سرور اینترنتی شطرنج است که توسط چس‌بیس به بازی و بحث دربارهٔ شطرنج و انواع آن اختصاص داده شده‌است. از فوریه ۲۰۱۱، در پلی‌چس بیش از ۳۱۰۰۰ بازیکن آنلاین بازی می‌کنند. از جمله بسیاری از بازیکنان با عنوان بین‌المللی که شبه ناشناس مانده‌اند و استادان دیگری که هویت آنها مشخص است، مانند هیکارو ناکامورا، نایجل شورت و مایکل آدامز.

## نرم‌افزار
چس‌بیس نرم‌افزار اختصاصی پلی‌چس را ارائه می‌دهد که در آن نرم‌افزارهای محبوب شطرنج رایانه ای مانند فریتز، جونیور یا شردر گنجانده شده‌است. با خرید هر یک از این برنامه‌ها، مشتریان یک سال دسترسی به سرور را دریافت می‌کنند. افرادی که بدون تهیه حداقل یکی از آنها، وارد پلی‌چس می‌شوند معمولاً دسترسی محدودی دارند.
پلی‌چس از یک ارز داخلی به نام دوکات استفاده می‌کند که می‌تواند برای خرید خدماتی مثل دوره‌های شطرنج، سخنرانی‌ها و مصاحبه‌ها مورد استفاده قرار گیرد. دوکات را می‌توان به‌صورت آنلاین با کارت اعتباری و با پی‌پل خریداری کرد.